# We Can Do It (cântec de September)
We Can Do It este cel de-al doilea single extras de pe albumul September, al cântăreței de origine suedeză, Petra Marklund.

## Informații generale
Pe data de 3 noiembrie a anului 2003, September a lansat în Suedia un EP, care conținea melodia We Can Do It în original, o altă versiune pentru radio mai lungă și două remixuri ale melodiei.
La finele anului 2003, We Can Do It a fost extras ca și cel de-al doilea single de pe albumul de debut numit September. Fiind compusă de Jonas Von Der Burg, Niclas Von Der Burg și Anoo Bhagavan, melodia urmează tendințele pop dance ale albumului, însă textul acesteia este mult mai provocator, pe durata refrenului apărând cuvinte interpretabile.
Din cauza versurilor, melodia a fost slab promovată în afara Suediei, unde a obținut poziția cu numărul zece în topul celor mai difuzate piese. În prezent, We Can Do It se află pe poziția cu numărul 1710 în topul celor mai bune melodii din Suedia din toate timpurile. În afara țării natale a Petrei Marklund, melodia nu a obținut niciun fel de poziție în topuri.
În videoclipul filmat pentru această piesă, Petra Marklund joacă rolul unei chelnerițe într-un bar, unde servește clienții și dansează alături de aceștia.

## Lista melodiilor
We Can Do It EP -Lansat: Finele lui 2003 (Suedia)
- "We Can Do It" (Single Edit) (3:37)

## Poziții ocupate în topuri
| Chart (2003)           | Peak position |
| ---------------------- | ------------- |
| Swedish Singles Chart  | 10            |
| Romanian Singles Chart | 74            |